# Karol Hibner

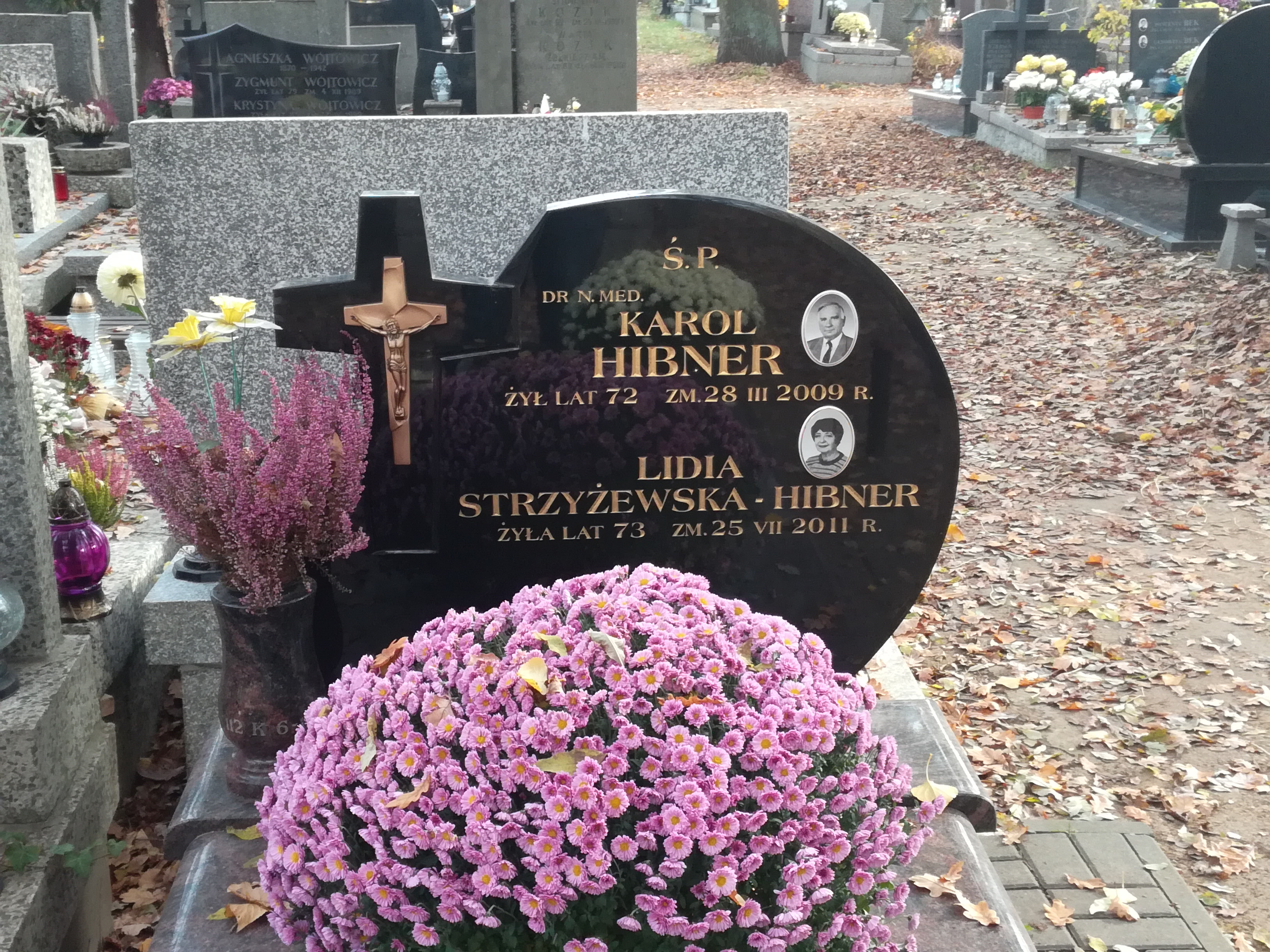
Grób Karola Hibnera na cmentarzu Bródnowskim w Warszawie

Karol Hibner (ur. 19 sierpnia 1936 w Legionowie, zm. 28 marca 2009 w Warszawie) – prezes Polskiego Związku Łuczniczego i Komitetu Medycznego i Naukowego Międzynarodowej Federacji Łuczniczej FITA, doktor nauk medycznych.

## Życiorys
W 1963 ukończył studia na warszawskiej Akademii Medycznej i rozpoczął pracę chirurga ortopedy i traumatologa. W 1971 został doradcą medycznym łuczniczej reprezentacji Polski, z którą wyjeżdżał na mistrzostwa Europy, świata oraz na igrzyska olimpijskie. Funkcję tę pełnił przez 28 lat. W 1979 wszedł w skład komitetu medycznego Międzynarodowej Federacji Łuczniczej FITA. Od 1988 do 1991 był prezesem Polskiego Związku Łuczniczego, a od 1993 prezesem Komitetu Medycznego i Naukowego FITA. W 1997 otrzymał stanowisko sekretarza generalnego PZŁucz i pełnił tę funkcję przez cztery lata. Na cztery miesiące przed śmiercią Karolowi Hibnerowi nadano tytuł honorowego prezesa Polskiego Związku Łuczniczego. Pochowany na cmentarzu Bródnowskim w Warszawie (kwatera 112K-6-1).
Od 2010 odbywa się Memoriał Karola Hibnera, po raz pierwszy był rozgrywany na IV Międzynarodowych Halowych Mistrzostw Mazowsza.